# نشویل (تنسی)
نَشویل (به انگلیسی: Nashville) مرکز ایالت تنسی آمریکا و مرکز شهرستان دیویدسن، تنسی می‌باشد. نشویل در دوسوی رود کامبرلند در قسمت شمالی ایالت تنسی واقع است. این شهر مرکز موسیقی، خدمات سلامت و درمان، چاپ و نشر، صنایع بانکداری و ترابری همچنین خانه‌ای برای بسیاری از کالج‌ها و مراکز دانشگاهی می‌باشد. به دلیل پایتخت بودن، نشویل محل دیوان عالی ایالت تنسی و نیز خانه دادگاه شهرستان دیویدسون می‌باشد. شهر نشویل به دلیل موقعیت آن در صنعت موسیقی لقب میوزیک سیتی یو.اس. ای را به خود گرفته‌است.
نشویل در کنار رودخانه کامبرلند قرار گرفته و ۶۹۱۲۵۴ نفر جمعیت دارد (سال ۲۰۱۸). مساحت آن ۱٬۳۶۲٫۵ کیلومتر مربع است و پس از ممفیس دومین شهر بزرگ این ایالت است.
موزه و تالار مفاخر موسیقی کانتری و ساختمان کاپیتل ایالت تنسی در این شهر قرار دارند.
تیم تنسی تایتانز از این شهر است.

## اقلیت‌های مهم
جدول زیر ترکیب نژادی برای همه متروپول شهرستان نشویل-دیویدسون می‌باشد.
| ترکیب نژادی            | ۲۰۱۰  | ۱۹۹۰  | ۱۹۷۰  |
| ---------------------- | ----- | ----- | ----- |
| سفیدپوست               | ۶۱٫۴٪ | ۷۳٫۸٪ | ۸۰٫۱٪ |
| غیرلاتین تبار          | ۵۷٫۴٪ | ۷۳٫۲٪ | ۷۹٫۵٪ |
| آفریقایی‌تبار           | ۲۷٫۷٪ | ۲۴٫۳٪ | ۱۹٫۶٪ |
| هیسپانیک یا لاتین تبار | ۹٫۸٪  | ۰٫۹٪  | ۰٫۶٪  |
| آسیایی‌تبار             | ۳٫۰٪  | ۱٫۴٪  | ۰٫۱٪  |

نشویل به دلیل ارزان بودن نسبی زندگی پذیرای بسیاری از مهاجرین بوده‌است. به‌طوری‌که جمعیت شهروندان متولد خارج از ایالات متحده این شهر بین ۱۹۹۰–۲۰۰۰ سه برابر شده‌است. بیشترین گروه‌های مهاجر این شهر مکزیکی، کُرد، ویتنامی، عرب، لاتین، و سومالیایی می‌باشند. همچنین گروه کوچکی از پشتون‌ها از افغانستان و پاکستان در این متروپل ساکن هستند. به روایتی نزدیک به ۱۸٬۰۰۰–۲۰٬۰۰۰ کرد-آمریکایی در نشویل زندگی می‌کنند. در سال ۲۰۰۹ در حدود ۶۰۰۰۰ نفر پناهنده بوتانی نیز به ایالات متحده پذیرفته شدند که انتظار می‌رود عده کثیری از آن‌ها در نشویل سکنی گزینند.

### کُردهای نشویل
نشویل بزرگترین مرکز سکونت کردها در ایالات متحده آمریکا می‌باشد که تعداد آن‌ها تا ۲۰۰۰۰ نفر نیز برآورد شده‌است و بیشتر آن‌ها از کردستان عراق به نشویل آمده‌اند. این مسئله سبب شده تا نشویل به عنوان بزرگترین سکونتگاه مردم کُرد در غرب اقیانوس اطلس با لقب «کردستان کوچک» شناخته شود. با تلاش‌های فعالان اجتماعی و سیاسی کرد مقیم آمریکا زبان کردی از طرف وزارت امور خارجهٔ آمریکا به رسمیت شناخته شده و به عنوان یکی از ۱۲ زبان در ایالت تنسی برای کردزبان‌ها در مقاطع دبستان، راهنمایی و دبیرستان نشویل تدریس می‌شود. در سال ۲۰۲۰ تعداد ۷۵ دانش‌آموز برای آموزش به زبان کردی ثبت‌نام کردند، هرچند شیوع بیماری کرونا سبب توقف برنامهٔ آموزشی شد. علاوه بر این کالج ایالتی نشویل برنامه‌ای برای آموزش زبان کردی ارائه کرده‌است. همچنین بین شورای شهر نشویل و شهرداری اربیل پایتخت کردستان عراق قرارداد خواهرخواندگی بسته شده‌است.

## مراکز دانشگاهی

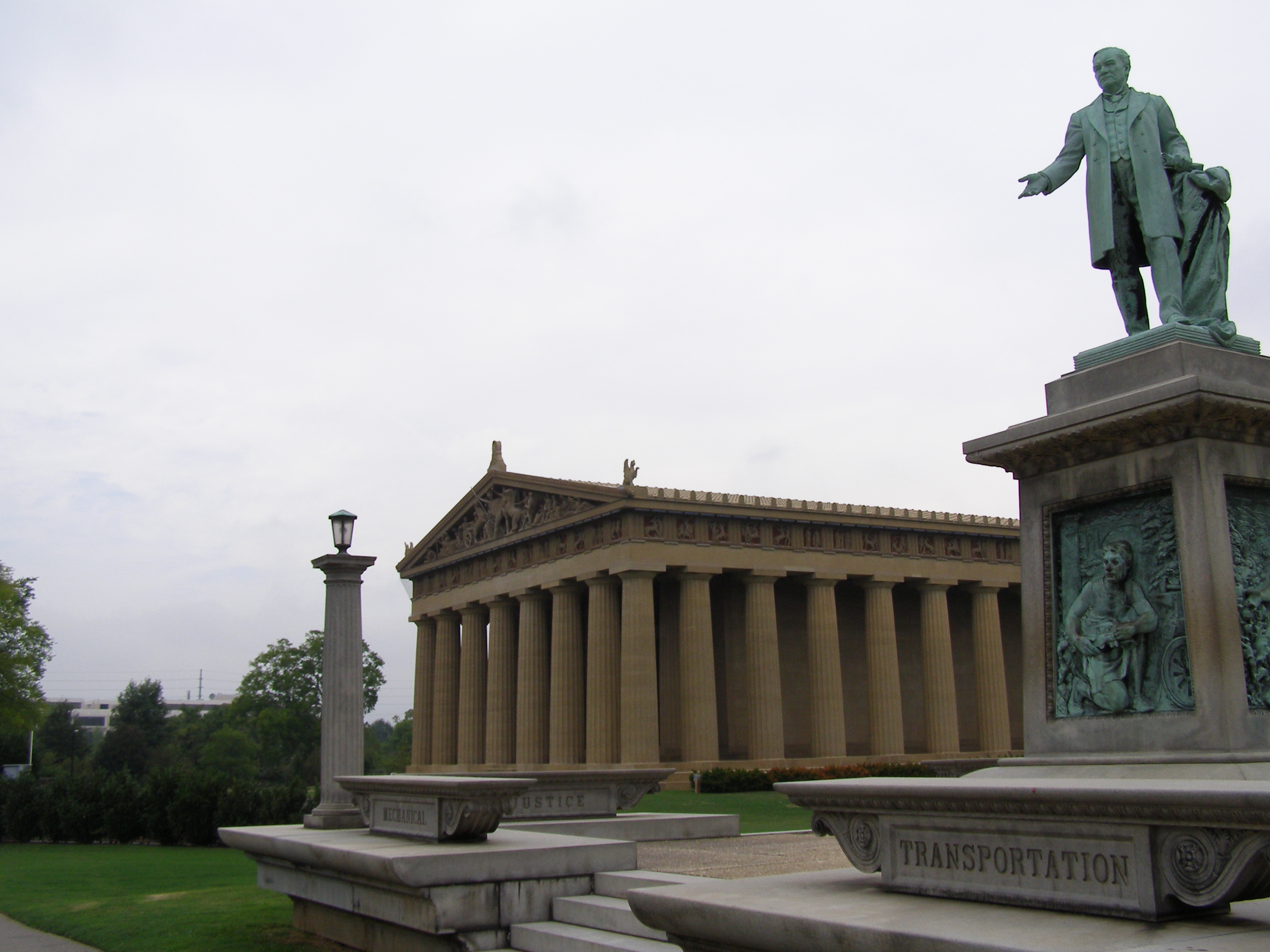
تنها نمونه یک به یک در جهان از پارتنون که در پارک سنترال شهر نشویل واقع شده‌است.

دانشگاه وندربیلت در حیطه علوم پزشکی دارای وجهه بین‌المللی، و همواره در میان موسسات برتر علوم پزشکی آمریکا می‌باشد. این مؤسسه خصوصی، دارای یک مرکز درمانی بسیار معتبر نیز می‌باشد. این دانشگاه در بین دانشگاه‌های ایالات متحده برای تحصیلات تکمیلی دارای رتبه ۱۳ می‌باشد.
دانشگاه ایالتی تنسی نیز از موسسات آموزش عالی دولتی این شهر است.

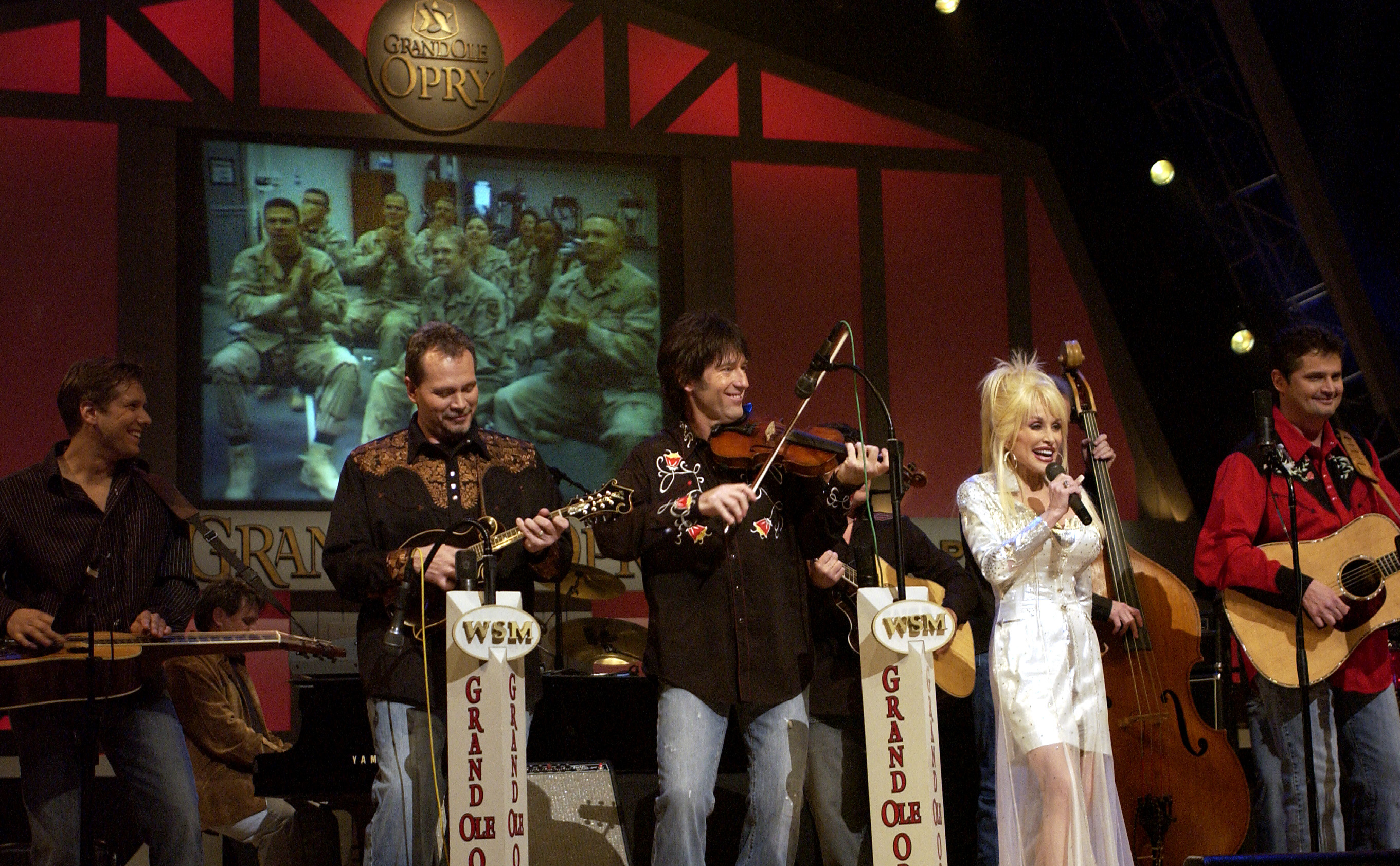
گرند اول اوپری (Grand Ole Opry)، از اماکن مشهور شهر است؛ جایی که مشاهیر موسیقی کانتری هر ساله کنسرت می‌دهند.

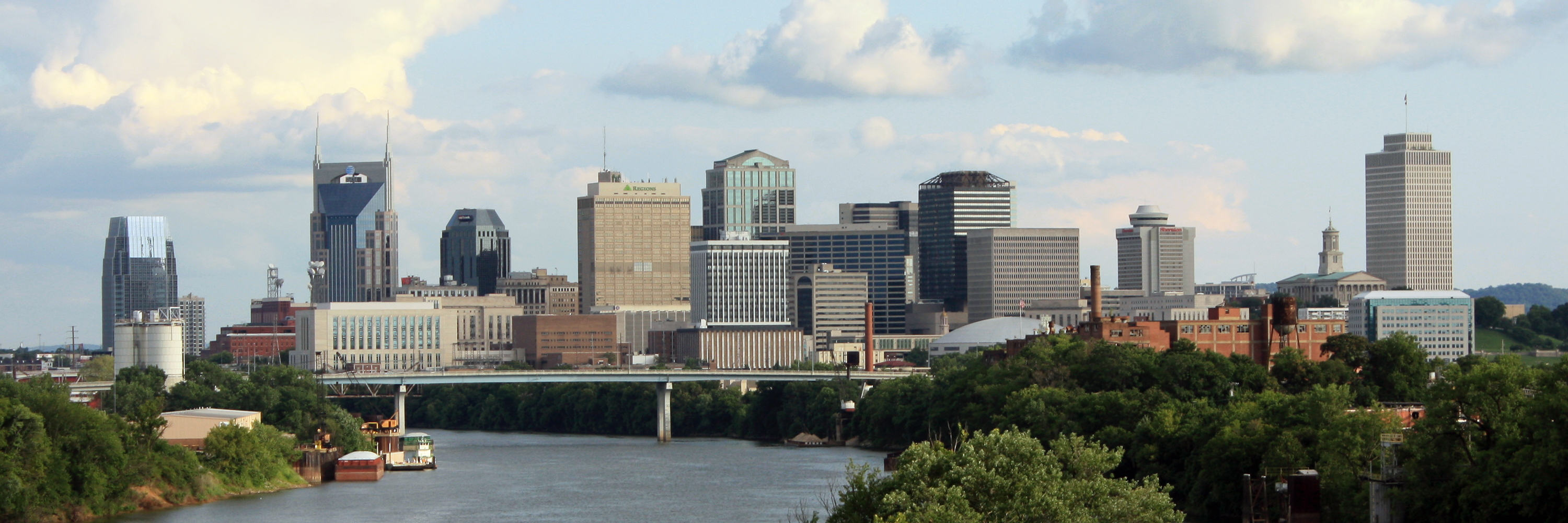
آسمان‌خراش‌های نشویل

## شهرهای خواهرخوانده
خواهرخوانده‌های نشویل عبارت‌اند از:
- بلفاست، پادشاهی متحده
- کان، فرانسه
- چنگدو، چین
- اربیل، کُردستان عراق[۸]
- ادمونتون، کانادا
- کاماکورا، ژاپن
- ماگدبورگ، آلمان
- مندوسا، آرژانتین
- تائی‌یوان، چین
- تام‌ورث، استرالیا

نامزدهای خواهرخواندگی
- گوانگژین (سئول)، کرۀ جنوبی

دوستی شهری بین‌المللی
- کراوی، فرانسه